# Турецько-сирійський мур
Турецько-сирійський мур — комплекс загороджувальних інженерних споруд загальною протяжністю 556 км на державному кордоні Туреччини з Сирією.
Протяжність модульного бетонного муру становить 330 кілометрів, а на відрізку в 191 кілометр зведені загородження з колючого дроту. Загальна протяжність турецько-сирійського кордону понад 800 кілометрів, отже побудований мур не закриває його повністю.

## Облаштування
Триметровий бетонний мур складається з мобільних елементів, які можуть бути перенесені на інше місце. Він посилений колючим дротом і облаштований сторожовими вежами. Мур закриває південні і південно-східні провінції Туреччини Хатай, Кіліс, Шанлиурфа, Мардін, Ширнак і Газіантеп.

## Призначення
Мета встановлення муру - запобігти контрабанді та нелегальному перетину кордону.